# 銀行支店長
『銀行支店長』(ぎんこうしてんちょう)は、江波戸哲夫の経済小説。
1992年9月に『支店長、最後の仕事』のタイトルで単行本が刊行され、1995年11月に『銀行支店長』のタイトルで文庫版が刊行された。
新装版が2019年1月16日に出版された。
2019年4月21日から『集団左遷!!』としてテレビドラマ化されている。

## 書籍情報
1. 2019年1月16日、ISBN 978-4-06-513627-0